# Šiš kebab
Šiš kebab (turecky Şiş kebabı) je jedno z nejpopulárnějších jídel turecké kuchyně, oblíbené na celém Blízkém východě. Slovo „şiş“ lze přeložit jako špíz nebo jehlice či šavle, na kterou se maso napichuje. Nejčastěji se šiš kebab připravuje z jehněčího nebo kuřecího masa, někdy také z jiných druhů mas nebo některých vnitřností (např. játra). Maso se před grilováním nechá alespoň několik hodin marinovat ve šťávě, smíchanou z jogurtu, olivového oleje, citronové šťávy, česneku a různého koření.
Na rozdíl od jiných druhů kebabů, například Adana kebabı nebo Urfa kebabı, se šiš kebap dělá z kousků masa, ne z masa mletého. Šiš kebab se obvykle podává s pita chlebem, lavašem nebo pilavem.
Velice podobným pokrmem je šašlik, jehož název má stejný etymologický základ v turkických jazycích. Šašlik je populární zejména ve Střední Asii a na Kavkaze.